# John Redland
Johan "John" Gustaf Leonard Redland (ursprungligen Nilsson), född den 19 december 1884 i Södertälje, död där den 31 mars 1958, var en svensk kapellmästare, kompositör och musiker. Han var far till musikern Charles Redland. John Redland var bosatt i Södertälje.
Redland skrev bland annat musiken till en del av Emil Norlanders revykupletter, däribland "Den gula paviljongen" (1923).